# Waldauer Flutbrücke

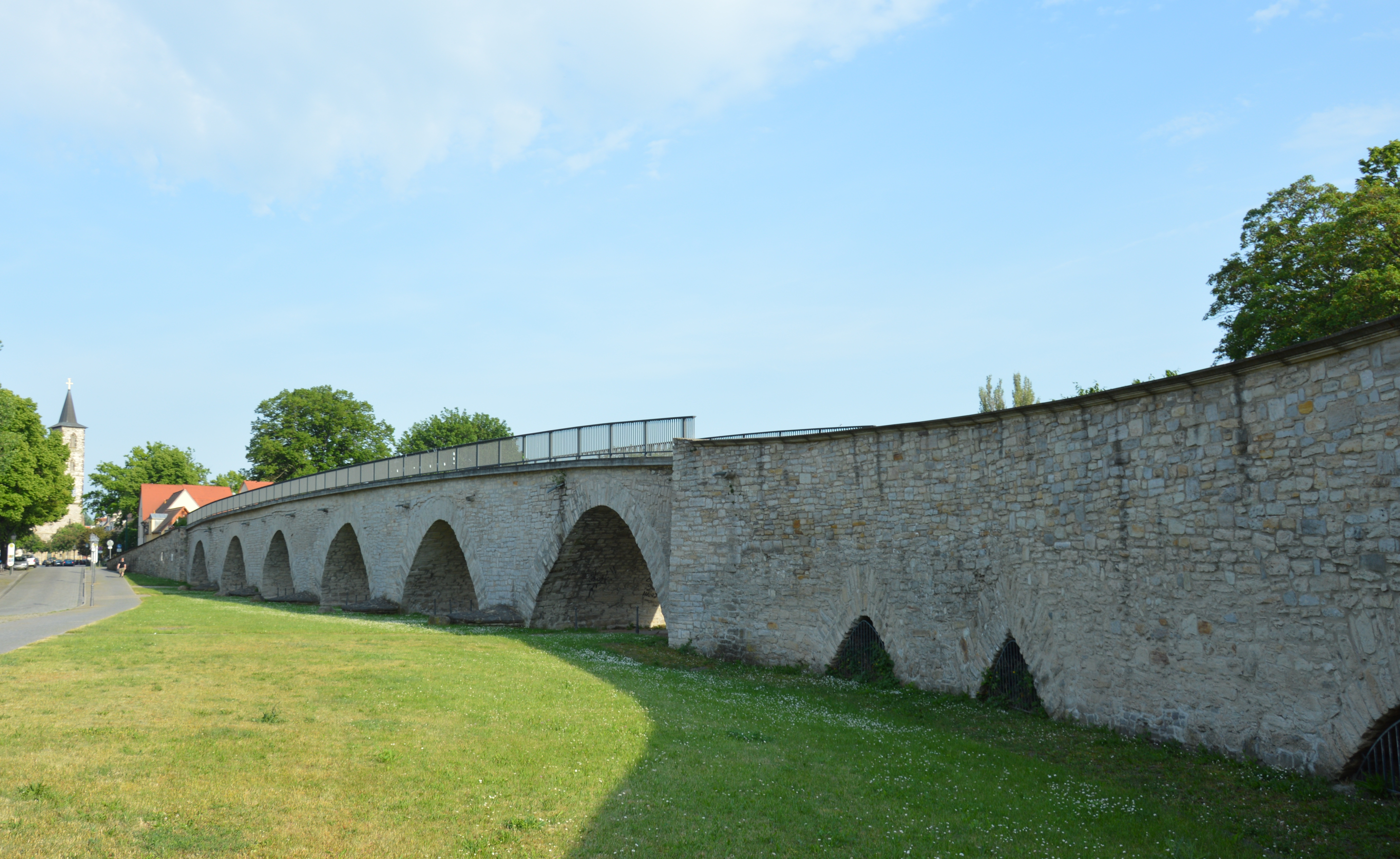
Waldauer Flutbrücke, Blick von der Waldauer Seite

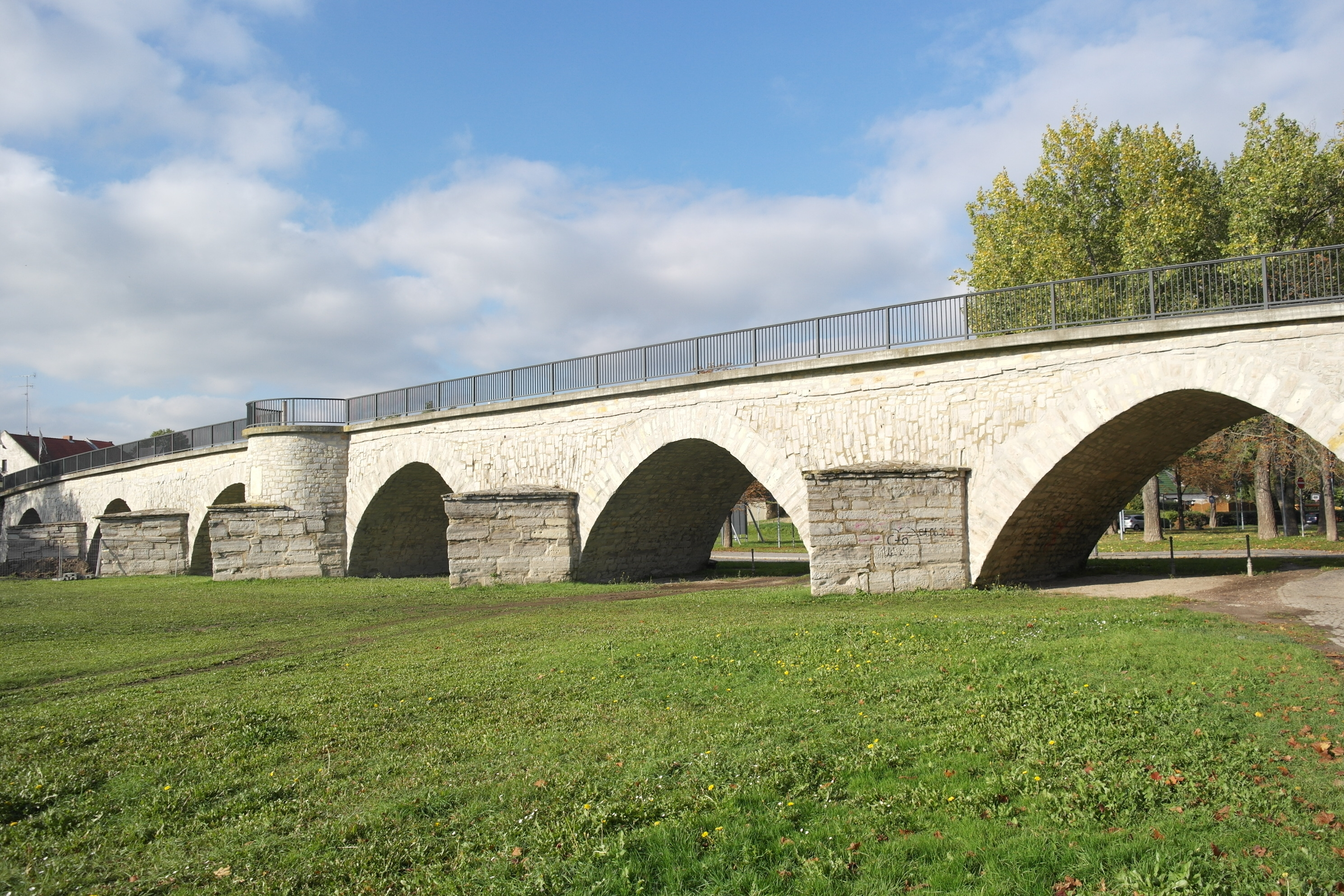
Flutbrücke, 2013

Die Waldauer Flutbrücke ist eine denkmalgeschützte Brücke in Bernburg in Sachsen-Anhalt. Die Brücke wird heute für den Fußgänger- und Radverkehr genutzt. Der Fahrzeugverkehr läuft über die nördlich parallel zur Brücke ebenerdig verlaufenden Straße.

## Lage

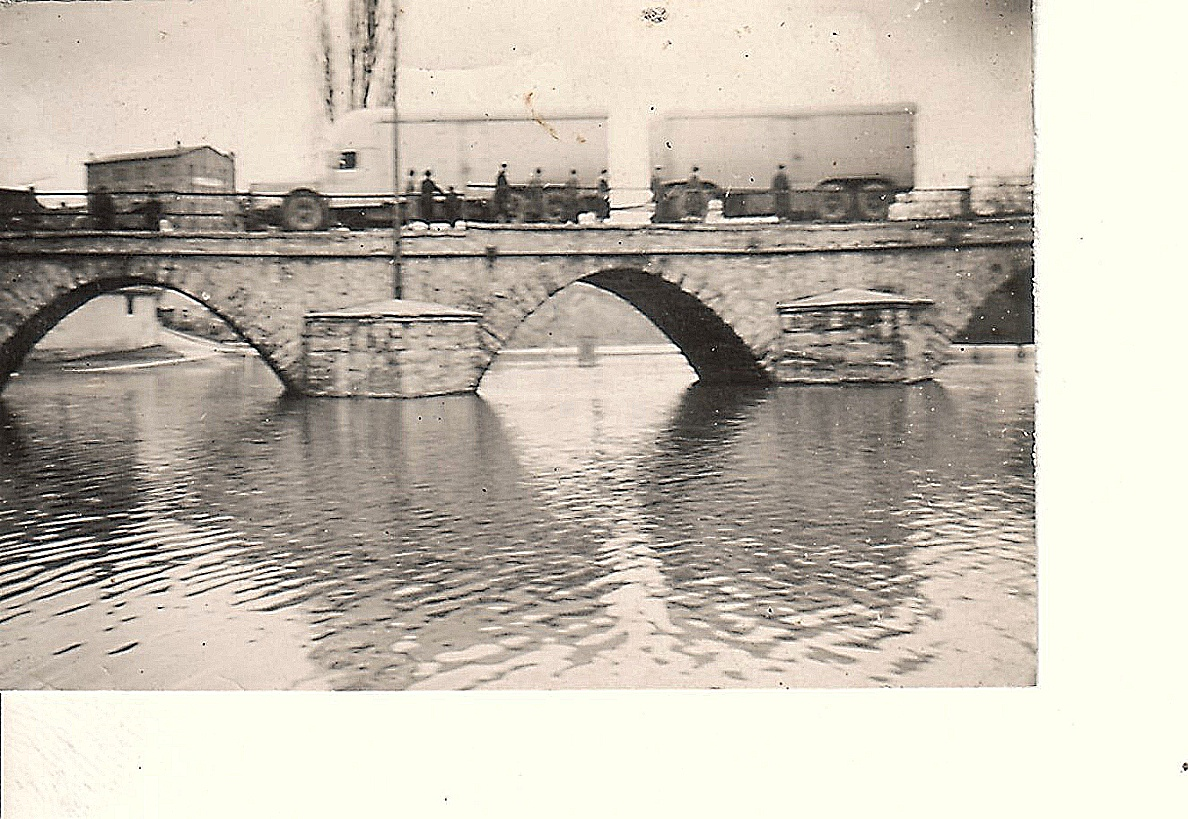
Hochwasser von 1958

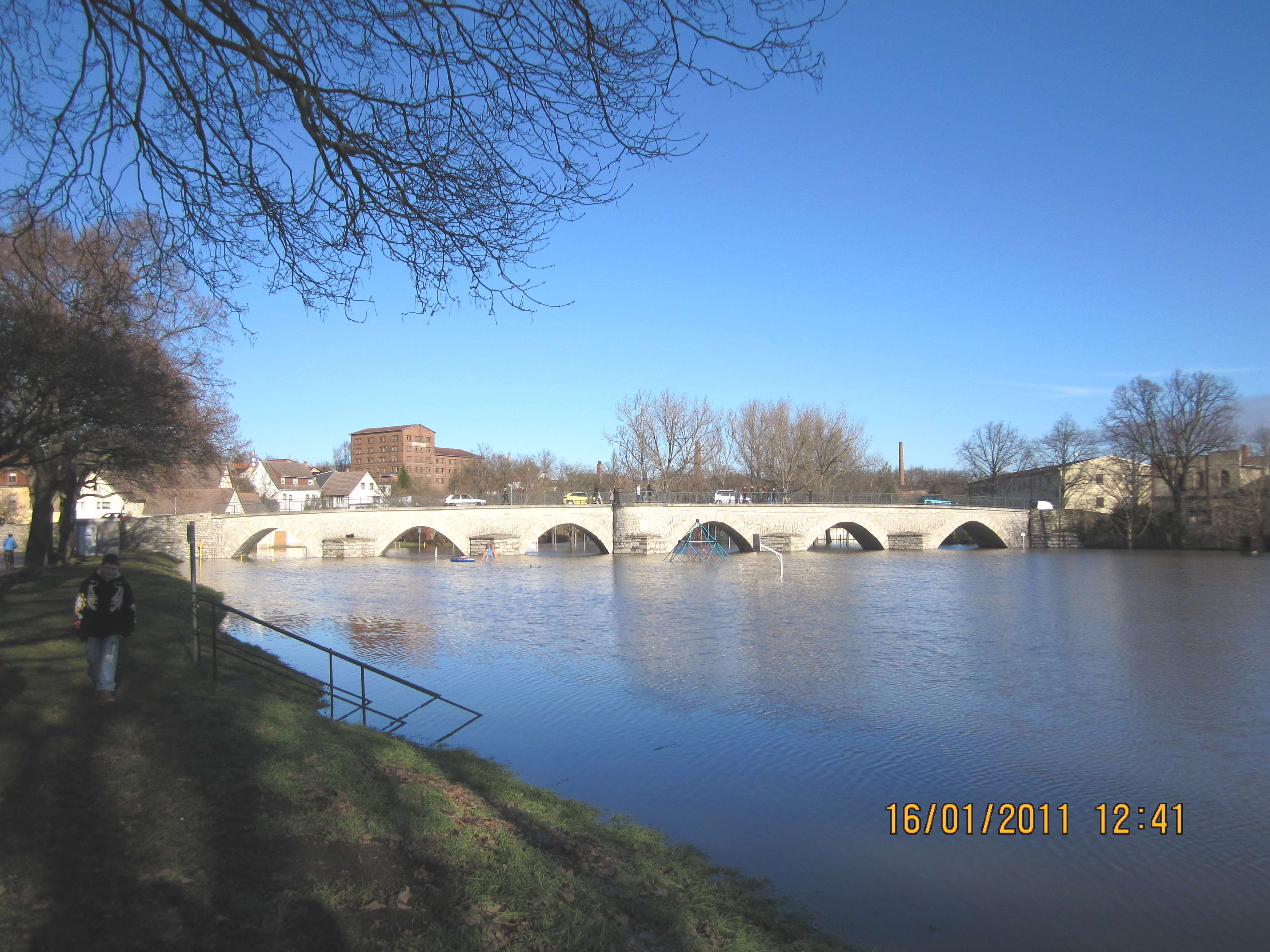
Hochwasser von 2011

Die Flutbrücke befindet sich westlich der Bernburger Talstadt am westlichen Ende der Breiten Straße zwischen der Bernburger Neustadt und Waldau und überspannt die Röße, einen Altarm der Saale, welcher von der Frühgeschichte bis zum Spätmittelalter den Hauptarm des Flusses bildete. Die Saale mäanderte im Unterlauf wegen des geringen Gefälles ursprünglich sehr stark. Bei jedem größeren Hochwasser findet die Saale wieder zurück in ihr altes Bett, so dass dieser Brücke auch heute noch im Bedarfsfall eine wichtige Funktion für die Verbindung der Talstadt mit der Straße nach Magdeburg zukommt. Bei dem Hochwasser 2013 standen sogar weite Teile der Talstadt einschließlich der Neustädter Nikolaikirche unter Wasser, die Waldauer Flutbrücke war die letzte sichere Verbindung aus der Talstadt heraus.

## Architektur und Geschichte
Die Brücke ist aus Naturstein errichtet und überspannt einen Altarm der Saale, der heute bei normalen Wasserständen kein Wasser mehr führt, allerdings bei Hochwasser als Flutbett der Saale dient. An dieser Stelle verlief bereits im Mittelalter der Handelsweg von Magdeburg nach Halle (Saale). Im 16. Jahrhundert bestand am heutigen Standort eine Brücke. Die jetzige Brücke wurde 1786/1787 errichtet, wobei Teile älterer Vorgängerbauten einbezogen wurden. Es entstanden sechs spitz ausgeführte Gewölbebögen. Von beiden Ufern aus führen massive Rampen zur Brücke. In den Jahren 1946 und 1973 sowie in der Zeit ab 1999 wurden größere Instandsetzungsarbeiten durchgeführt.
An der Brückenrampe auf der Neustädter Seite sind zwei historische Wappensteine eingelassen, die sich ursprünglich am nicht mehr bestehenden Brückenportal der Bernburger Stadtbefestigung befanden.
Im Denkmalverzeichnis für die Stadt Bernburg ist die Brücke unter der Erfassungsnummer 094 60064 als Baudenkmal eingetragen. Die Brücke gilt als bedeutendste historische Natursteinbrücke in Sachsen-Anhalt.